# Ballon d'or 2009
Navigation
Édition précédente Édition suivante
Le Ballon d'or 2009 est un trophée récompensant le meilleur footballeur du monde au cours de l'année civile 2009. Il s'agit de la 54e remise du trophée du Ballon d'or depuis 1956.

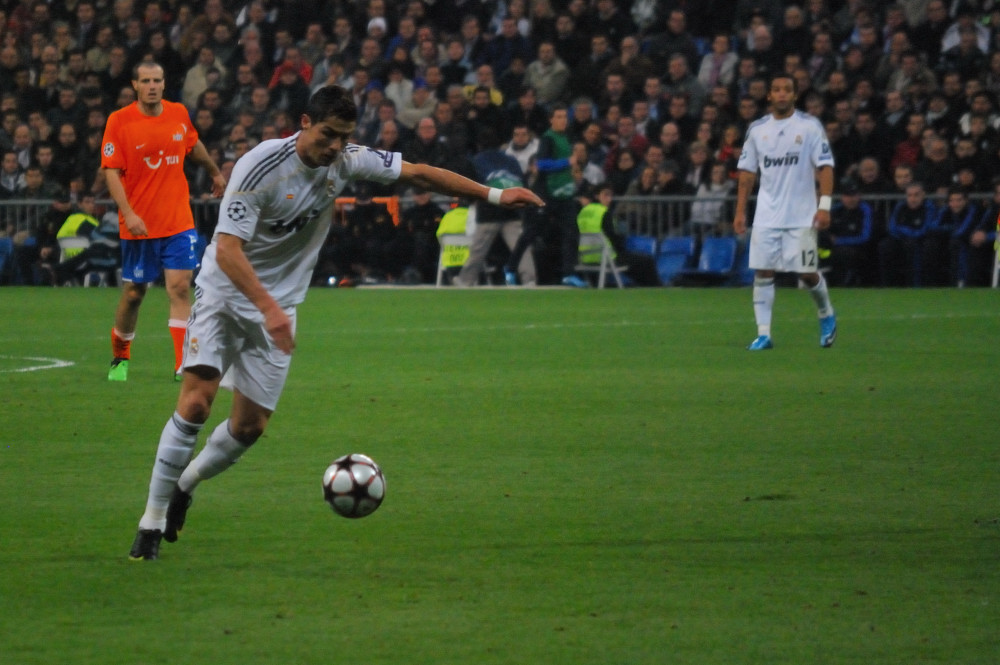
Cristiano Ronaldo, lauréat l'année passée et deuxième du classement cette année.

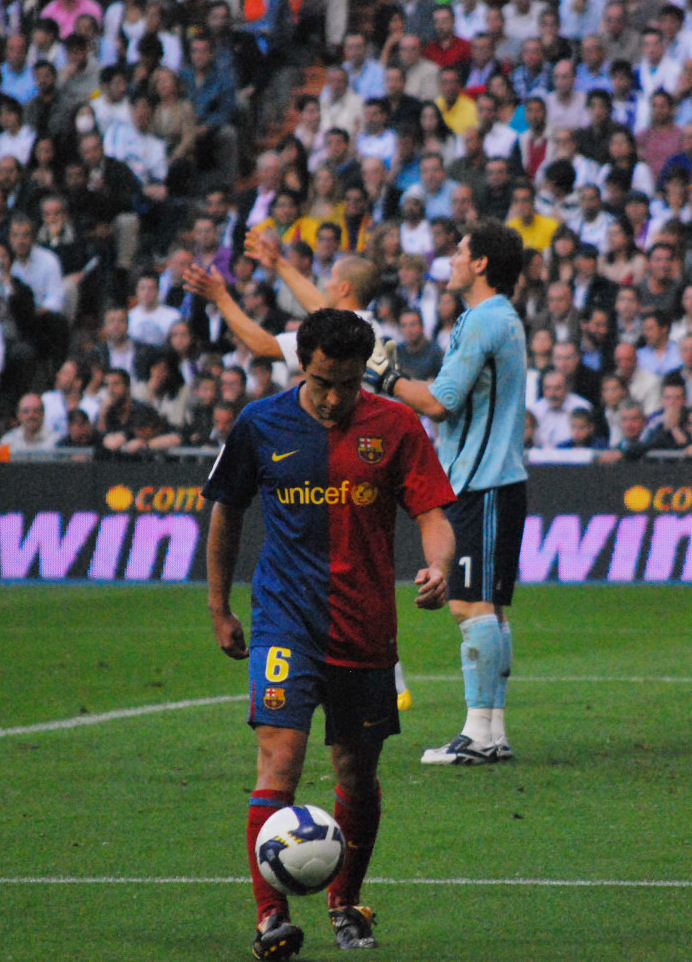
Première apparition sur le podium pour Xavi.

Le résultat a été dévoilé le 1er décembre 2009, désignant l'Argentin Lionel Messi comme large vainqueur avec 473 points sur 480 possibles (1440 points étaient distribués), un record dans l'histoire du trophée. Messi devient le premier Argentin à remporter le trophée (Alfredo Di Stéfano et Omar Sivori l'ont remporté en tant que naturalisés espagnol et italien lorsque le trophée récompensait le meilleur joueur européen). Par ailleurs, il est le sixième joueur du FC Barcelone à être récompensé après Luis Suárez, Johan Cruyff, Hristo Stoichkov, Rivaldo et Ronaldinho. Quatre des cinq premières places du classement 2009 sont occupées par des joueurs du FC Barcelone, dont trois formés au club (Messi, Xavi et Andrés Iniesta).

## Classement complet
Pour cette 54e édition du Ballon d'or, un joueur du FC Barcelone est pressenti pour le remporter en raison de l'année exceptionnelle du club vainqueur de six compétitions sur six possibles avec le championnat, la Coupe du Roi, la Ligue des champions, la Supercoupe de l'UEFA, la Supercoupe d'Espagne et la Coupe du monde des clubs.
Sur le podium les deux dernières années (troisième en 2007 et deuxième en 2008), Lionel Messi fait office d'ultime favori à la victoire finale, certains le considérant comme le meilleur footballeur du monde depuis deux ans. Ses coéquipiers Xavi, Andrés Iniesta et Samuel Eto'o (Pichichi et buteur en finale de Ligue des champions) sont aussi de sérieux candidats à l'obtention de ce trophée de même que Cristiano Ronaldo qui, malgré la défaite en finale de Ligue des champions, a remporté la Premier League et est l'auteur d'un bon début de saison avec son nouveau club, le Real Madrid.
Lionel Messi remporte le trophée avec une avance record de 240 points sur le second, Cristiano Ronaldo, et 98,5 % des votes possibles. Il est le premier Argentin et le premier joueur issu de la Masia à remporter ce trophée.
| Rang | Nom                | Club                           | Sélection nationale | Points |
| 1    | Lionel Messi       | FC Barcelone                   | Argentine           | 473    |
| 2    | Cristiano Ronaldo  | Manchester United Real Madrid  | Portugal            | 233    |
| 3    | Xavi               | FC Barcelone                   | Espagne             | 170    |
| 4    | Andrés Iniesta     | FC Barcelone                   | Espagne             | 149    |
| 5    | Samuel Eto'o       | FC Barcelone Inter Milan       | Cameroun            | 75     |
| 6    | Kaká               | Milan AC Real Madrid           | Brésil              | 58     |
| 7    | Zlatan Ibrahimović | Inter Milan FC Barcelone       | Suède               | 50     |
| 8    | Wayne Rooney       | Manchester United              | Angleterre          | 35     |
| 9    | Didier Drogba      | Chelsea                        | Côte d'Ivoire       | 33     |
| 10   | Steven Gerrard     | Liverpool                      | Angleterre          | 32     |
| 11   | Fernando Torres    | Liverpool                      | Espagne             | 22     |
| 12   | Cesc Fàbregas      | Arsenal                        | Espagne             | 13     |
| 13   | Edin Džeko         | Wolfsburg                      | Bosnie-Herzégovine  | 12     |
| 14   | Ryan Giggs         | Manchester United              | Pays de Galles      | 11     |
| 15   | Thierry Henry      | FC Barcelone                   | France              | 9      |
| 16   | Luís Fabiano       | Séville FC                     | Brésil              | 8      |
| 16   | Iker Casillas      | Real Madrid                    | Espagne             | 8      |
| 16   | Nemanja Vidić      | Manchester United              | Serbie              | 8      |
| 19   | Diego Forlán       | Atlético Madrid                | Uruguay             | 7      |
| 20   | Yoann Gourcuff     | Girondins de Bordeaux          | France              | 6      |
| 21   | Andreï Archavine   | Arsenal                        | Russie              | 5      |
| 21   | Júlio César        | Inter Milan                    | Brésil              | 5      |
| 21   | Frank Lampard      | Chelsea                        | Angleterre          | 5      |
| 24   | Maicon Douglas     | Inter Milan                    | Brésil              | 4      |
| 25   | Diego              | Werder Brême Juventus          | Brésil              | 3      |
| 26   | David Villa        | Valence CF                     | Espagne             | 2      |
| 26   | John Terry         | Chelsea                        | Angleterre          | 2      |
| 28   | Franck Ribéry      | Bayern Munich                  | France              | 1      |
| 28   | Yaya Touré         | FC Barcelone                   | Côte d'Ivoire       | 1      |
| 30   | Karim Benzema      | Olympique lyonnais Real Madrid | France              | 0      |